# Paul McDermott
Paul McDermott (Adelaide, 13 maggio 1962) è un attore, personaggio televisivo, scrittore e cantante australiano.
Come comico è famoso sia per Good News Week che per il suo ruolo nel gruppo musicale Doug Anthony All Stars, che si è sciolto nel 1994 ma è rinato nel 2014; si è esibito anche come solista e come membro dei GUD. Sono state frequenti le sue apparizioni al Melbourne International Comedy Festival ed ha preso parte a due dei suoi principali programmi: il Comedy Festival Gala ed il Great Debate. Ha inoltre presentato due programmi dell'ABC ed è stato conduttore radiofonico su Triple J in un programma del mattino fra il 1996 e il 1997. Ha presentato Good News Week fino 2012, quando ha iniziato la sua carriera di pittore ed ha cominciato una serie di concerti con canzoni di cui è autore e di natura più seria delle precedenti.
McDermott è inoltre uno scrittore pubblicato, avendo scritto molti libri, sia individualmente che con la collaborazione di Doug Anthony All Stars. È stato editorialista per diversi quotidiani australiani e una selezione dei suoi articoli è stata raccolta nel libro The Forgetting of Wisdom. Ha infine scritto e illustrato due libri di favole ed entrambi hanno ispirato cortometraggi di cui lo stesso McDermott è stato sceneggiatore, regista, attore e disegnatore di tutte le animazioni.